# Таубергрюндский диалект
Таубергрюндский диалект (нем. Taubergründisch) — остфранкский (майнфранкский) диалект южнонемецкого пространства, распространённый в баварском районе Майн-Шпессарт и баден-вюртембергском Майн-Таубер-крайсе. На севере и востоке диалект граничит с нижнефранконским, на юге — с хоэнлоэнским, на западе и северо-западе — с оденвальдским.
Для таубергрюндского диалекта характерно частичное неразличение p и b, t и d, переход k в g перед согласным, произнесение ch вместо g на конце, дифтонги äü и ou (Leute → Läüd, Most → Mousd).